# Les Sylphides
Pour les articles homonymes, voir Sylphide (homonymie).
Les Sylphides est un ballet en un acte de Michel Fokine, avec des décors et costumes d'Alexandre Benois, créé à Paris pour les Ballets russes le 2 juin 1909 au Théâtre du Châtelet. Les interprètes principaux en sont Tamara Karsavina, Anna Pavlova et Vaslav Nijinski,.
La musique est de Chopin, œuvres pour piano orchestrées par Alexandre Glazounov. Pour le final, la musique est une œuvre d'Igor Stravinsky, le Nocturne en la bémol majeur et la Grande Valse brillante.
Entre 1922 et 1926, Serge de Diaghilev fait appel à Georges Braque pour créer les décors et costumes de ce même ballet repris à Paris.

## Argument
C'est l'« un des chefs-d'œuvre de Fokine », qui évoque, par une suite de danses, les rêveries d'un poète entouré de sylphides. Le décor, formé de tombes et d'églises en ruine, l'adoption du tutu long et la chorégraphie aérienne rappellent l'atmosphère romantique de La Sylphide de Taglioni.
Diaghilev, qui aimait particulièrement ce ballet, le maintint longtemps au répertoire de la troupe. L'œuvre a connu plusieurs remaniements : d'abord présentée en 1907 au Théâtre Mariinsky sous le titre de Chopiniana, elle atteint sa forme définitive deux ans plus tard et sera encore reprise de nombreuses fois, jusqu'en 1940, par d'autres compagnies.